# Toni Ulmer
Toni Ulmer (eigentlich: Karl Anton Ulmer) (* 7. Juni 1894 in Haselstauden (Dornbirn); † 10. September 1972 in Dornbirn) war ein österreichischer Politiker (VF) und Bezirksschulinspektor. Er war von 1934 bis 1938 Mitglied der Vorarlberger Landesregierung.

## Ausbildung und Beruf
Ulmer besuchte nach der Volksschule in Dornbirn zwischen 1909 und 1913 die Lehrerbildungsanstalt Feldkirch und arbeitete danach von 1913 bis 1914 als Schulleiter in Stallehr. Er leistete während des Ersten Weltkriegs zwischen 1914 und 1918 seinen Kriegsdienst im Kaiserschützenregiment ab und arbeitete danach von 1919 bis 1933 als Schulleiter in Dornbirn-Winsau und Lehrer an den Volksschulen Dornbirn III und Dornbirn I. Zwischen 1940 und 1945 war er als Sachbearbeiter bei der Bayerischen Bauberufsgenossenschaft in München beschäftigt.
Nach dem Zweiten Weltkrieg arbeitete Ulmer zwischen 1945 und 1961 als Schulleiter der Mädchenschule Dornbirn, zudem war er von 1945 bis 1950 Leiter der Kaufmännischen Berufsschule Dornbirn. Danach hatte er von 1950 bis 1960 auch das Amt des Bezirksschulinspektors im Bezirk Feldkirch inne.

## Politik und Funktionen
Ulmer wurde 1919 Mitglied des Vorarlberger Heimatdienstes, dem er bis 1934 angehörte. Er wirkte dort als militärischer Leiter und von 1933 bis 1934 als Landesführer. Während des Ständestaates wirkte er zudem vom 24. Juli 1934 bis zum 12. März 1938 als Landesrat in der Vorarlberger Landesregierung. 1936 wurde er zum Landesführer der Freiwilligen Miliz bzw. Frontmiliz ernannt.
Des Weiteren war Ulmer Mitglied der Turnerschaft Dornbirn und des Vorarlberger Rheingau, wobei er Frauenturnwart bzw. Gauoberturnwart war. Er wurde nach der Machtübernahme der Nationalsozialisten am 11. März 1938 festgenommen und 11 Monate in Einzelhaft gehalten. Danach bekam er Gauverbot. Im Zuge der Verhaftungswelle nach dem Attentat auf Hitler 1944 wurde er am 20. Juli 1944 im KZ Dachau eingesperrt und erst nach einigen Wochen wieder entlassen.

## Privates
Ulmer wurde als Sohn des Bäckermeisters Karl Adam Ulmer und Rosina Sohm geboren. Er heiratete am 2. Mai 1922 die Postbeamtin Johann Karolina Pramstaller, die 1950 verstarb. Seine erste Tochter wurde 1923 geboren. Nach dem Tod seiner ersten Frau heiratete Ulmer am 24. Oktober 1959 neuerlich. Seine zweite Frau, die Fürsorgeschwester Maria Schafgaßner, schenkte ihm 1960 eine weitere Tochter. Sein Bruder Eduard Ulmer war ebenfalls Politiker.

## Auszeichnungen
- Karl-Truppenkreuz
- Verwundetenmedaille (Erster Weltkrieg)
- Silberne Tapferkeitsmedaille I. Klasse
- Silberne Tapferkeitsmedaille II. Klasse
- Militärverdienstkreuz 3. Klasse
- Goldene Tapferkeitsmedaille für Offiziere
- Offizierskreuz des österreichischen Verdienstordens (1938)[3]
- Verleihung des Titels Regierungsrat durch den Bundespräsidenten (1957)